# Заурак (зоря)
Заурак (Гамма Ерідана, γ Ерідана, скорочено Гамма Eрі, γ Eрі) — змінна зірка в сузір'ї Ерідана. Її видно неозброєним оком з видимою візуальною зоряною величиною, яка коливається приблизно в 2,9, і лежить на відстані приблизно 203 світлових років від Сонця, як визначено астрометричним супутником Hipparcos.

## Опис

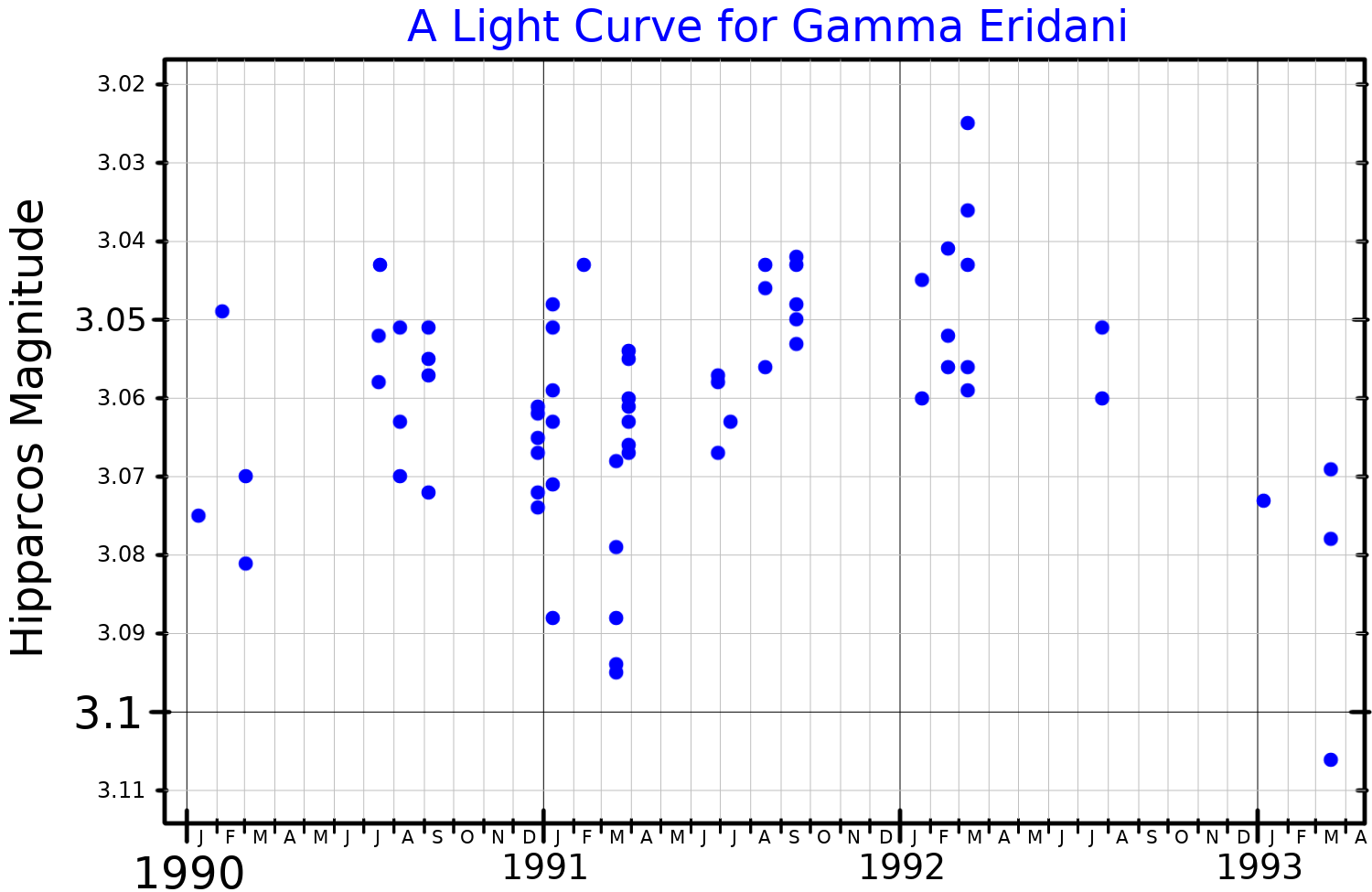
Крива блиску для Гамми Ерідана, побудована на основі даних Hipparcos

Гамма Ерідана була визначена як стандартна зірка для спектрального класу M0III-IIIb. Це червоний гігант на асимптотичній гілці гігантів, яка зливає водень і гелій в окремих оболонках поза межами свого ядра. Спостереження, опубліковані в 1960 році, показали, що її яскравість змінюється на кілька сотих величини.  У 1977 році вона була офіційно внесена до списку змінних зірок у Загальному каталозі змінних зірок, хоча клас змінної невизначений. 

## Номенклатура
Гамма Ерідана — це зірка позначення Байєра. Він має традиційну назву Zaurak, альтернативно пишеться Zaurac, що з арабської означає «човен». У 2016 році Міжнародний астрономічний союз організував робочу групу з назв зірок (WGSN) для каталогізації та стандартизації власних назв зірок. Перший бюлетень WGSN за липень 2016 року  включав таблицю перших двох партій назв, затверджених WGSN; яка включала Zaurak для цієї зірки.
Китайською мовою, 天苑 (Tiān Yuàn), що означає Небесні Луки, відноситься до астеризму, що складається з γ Ерідана, δ Ерідана, π Ерідана, ε Ерідана, ζ Ерідана, η Ерідана, π Кита, τ1 Ерідана, τ2 Ерідана, τ3 Ерідана, τ4 Ерідана, τ5 Ерідана, τ6 Ерідана, τ7 Ерідана, τ8 Ерідана та τ9 Ерідана. Отже, сама китайська назва γ Еридана —天苑一(Tiān Yuàn yī, англ. the First [Star] of Celestial Meadows).
USS Zaurak (AK-117) — вантажний корабель ВМС США класу «Кратер», названий на честь зірки.